# История Ивановской области

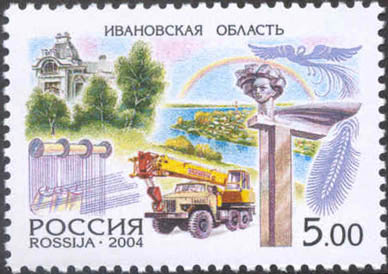
Музей ивановского ситца, монументальная композиция «Молодым революционеркам текстильного края» (1977), автокран «Ивановец» и жар-птица как символ Палехской миниатюры на почтовой марке России 2004 года из серии «Россия. Регионы», посвящённой Ивановской области

Статья описывает историю Ивановской области — региона Центральной России.
20 июня 1918 года создана Иваново-Вознесенская губерния. С 1929 по 1936 года существовала Ивановская промышленная область (ИПО). Нынешние границы Ивановская область приобрела в 1994 году.

## Дославянский период

Портреты мужчины и девушки фатьяновской культуры из Тимофеевского могильника (Ильинский район). Реконструкция Г. В. Лебединской

Первые поселения людей в Верхневолжье относятся к Последнему оледенению. На территории Ивановской области древнейшая найденная стоянка имеет слои палеолита (датировка: 12—13 тысяч лет назад) и находится близ озера Долгого в Клязьминском заказнике на границе Южского и Савинского районов. Нижний палеолитический слой стоянки Долгое 11 методом оптически стимулированной люминесценции датируется возрастом около 13,5—14 тыс. л. н. (потепление аллерёд). Верхний культурный горизонт сформировался в эпоху мезолита (около 9 тыс. л. н.).
Мезолит представлен бутовской и иеневской культурами. Наибольшей концентрацией мезолитических стоянок отличалось скопление торфяных озёр Комсомольского и Тейковского районов.
В эпоху неолита поселений стало ещё больше. В Ивановской области известно более сотни неолитических и энеолитических памятников (верхневолжская, льяловская, в меньшей степени балахнинская культуры, а также волосовская культура). У представителя льяловской культуры NEO192 (4993-4791 лет до н. э.) со стоянки Сахтыш II определили митохондриальную гаплогруппу K1b2. У представителей льяловской культуры со стоянки Сахтыш IIA определили Y-хромосомные гаплогруппы R1b, Q1b и митохондриальные гаплогруппы U4a1, U5a1.
В начале 2-го тысячелетия до н. э. (бронзовый век) произошло резкое потепление климата. Территория края в это время представляла собой лесостепь, куда с запада переселялись смуглокожие, темноволосые и кареглазые носители индоевропейской фатьяновской культуры, оставившие глубокий след в истории Волго-Окского междуречья. У ивановских фатьяновцев определена Y-хромосомная гаплогруппа R1a-Z645. На основе волосовских, фатьяновских и абашевских традиций сформировались т. н. фатьяноидные древности. В середине 2-го тысячелетия до н. э. на территорию края проникли представители поздняковской культуры. К концу бронзового века путём синтеза местных и пришлых традиций сложилась культура текстильной керамики, продолжившая своё развитие в начале железного века. На её основе в Верхневолжье середины 1-го тысячелетия до н. э. сформировался вариант дьяковской культуры. На территории области известно около полутора десятков памятников этой культуры. Около 2,5 тысяч лет назад в регионе появились первые небольшие крепости, относящиеся к дьяковской культуре. Они известны на Тезе, Нерли, Волге и других реках.
В Ивановской области наиболее интересен подробно изученный в течение длительного времени Сахтышский археологический комплекс в Тейковском районе, возле осушенного озера Сахтыш, где было найдено огромное множество памятников мезолита, неолита, энеолита, бронзового и железного веков.
Вещевой набор могильника у деревни Давыдовское Большое близок к комплексам культуры рязано-окских могильников и поздним памятникам дьяковской культуры. Радиоуглеродным методом могильник Большое Давыдовское 2 в Суздальском Ополье датируется 139—570 годами.
С VI века край заселяется финно-угорскими племенами меря (запад, центр — «ростовская» меря и север региона — «костромская» меря), мурома (юго-восток: низовья рек Луха и Тезы) и мари (восток). Их предками были главным образом представители дьяковской культуры, от которых финны унаследовали традиции хозяйствования. Расширялся пушной промысел, в скотоводстве распространилось разведение лошадей, в том числе и на мясо. Финны были резчиками и ювелирами, была развита обработка железа. К X веку меря, мурома и мари переживали последнюю стадию разложения первобытно-общинного строя и стояли на пороге государственности.

## Славянская колонизация

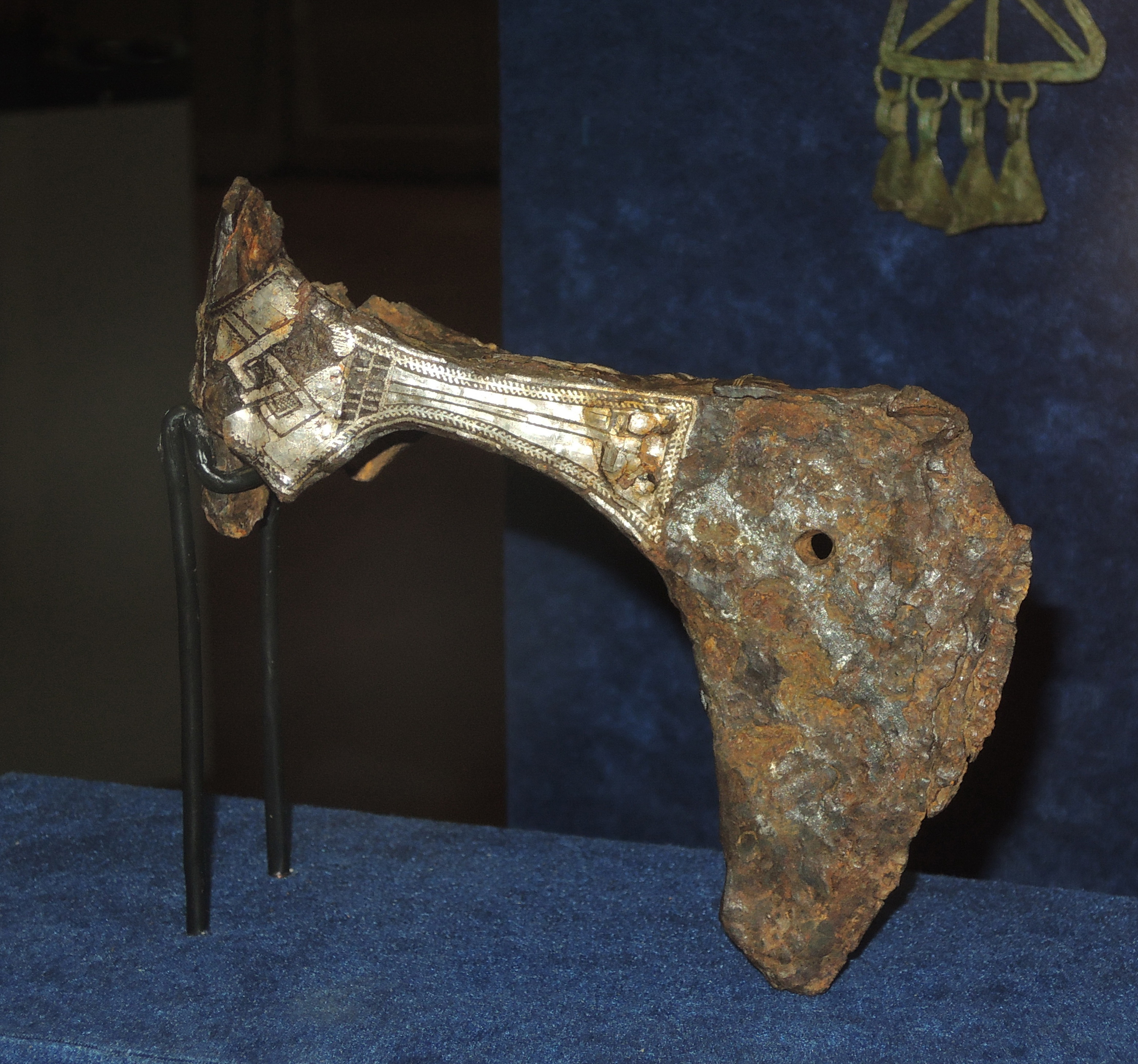
Топор из Шекшова, один из наиболее ранних образцов парадного вооружения, найденных на территории Руси

В IX—X веках по двум направлениям началось массовое переселение славян на территорию края. В то время здесь росли огромные леса. С запада и юго-запада, из Владимиро-Суздальского Ополья, шли кривичи с небольшой долей словен. Их движение шло по рекам Нерли и Ирмесу, затем по долинам рек Раёк и Койки в направлении озёр Сахтыш и Рубского, а также по рекам Уводи и Тезе. С этими переселенцами связаны самые ранние славянские памятники области, которые находятся в юго-западной её части. С северо-запада в приволжские районы, из Новгородской земли, двигались словене вместе со славянизированными балтскими и финскими племенами. Эти потоки сталкивались в центре области. Со стороны Городца шло переселение на восточные территории области.
Крупное средневековое селище Шекшово 2 площадью около 30 га относится к этому времени. Здесь было сделано множество археологических находок, включая топор из Шекшова (в курганном могильнике Шекшово 9) с редкими знаками Рюриковичей: двузубцем и трезубцем, который, возможно, принадлежал дружиннику ростовского князя (в 1010—1015 гг.) Бориса Владимировича. В Шекшове были найдены также два византийских милиарисия.
В XI веке край находился на окраине Киевской Руси, а в дальнейшем вошёл в состав Ростово-Суздальского княжества, значительную часть населения которого составили славяне и мирно ассимилированная ими вскоре меря. Феодальные отношения складываются здесь довольно поздно, в XII—XIII веках. К этому же времени относится возникновение первых городов.
По мнению историка К. Е. Балдина, древнейшими городами Ивановской области являются Плёс и Юрьевец. Город Плёс с крепостью — древнейший известный форпост княжеской власти в регионе, основанный, предположительно, князем Юрием Долгоруким. Первое упоминание о Плёсе относится к 1141 году. Вторым древнерусским городом в области стал Юрьевец. Считается, что в 1225 году владимирский князь Юрий Всеволодович на месте явления ему иконы великомученика Георгия Победоносца основал город, назвав его в честь этого святого — Юрьев-Повольским. По другим сведениям, город был основан в 1150 году. Археологические раскопки показали, что в домонгольский период существовали также Шуя, Кинешма, Гаврилов Посад и Кохма.

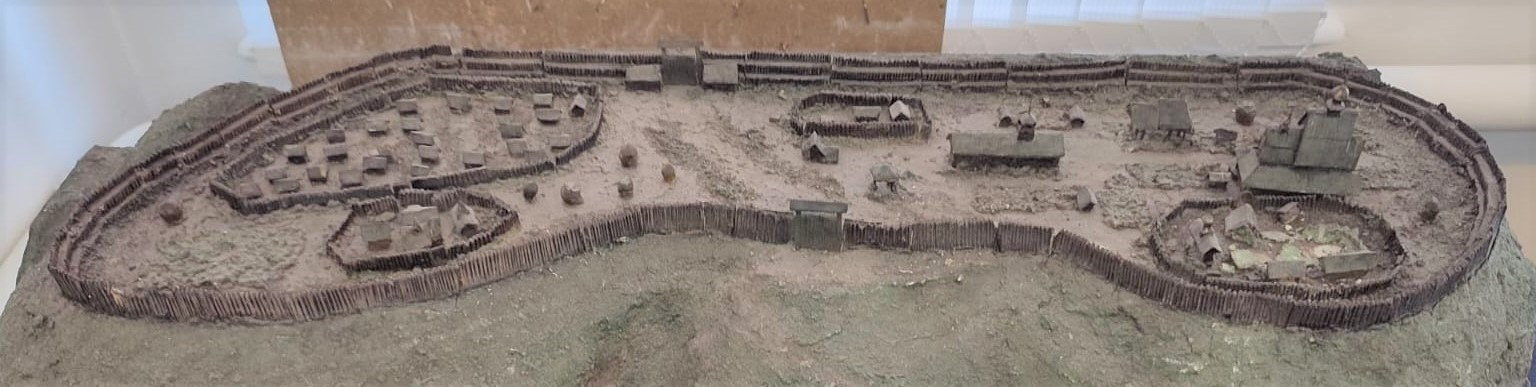
Макет города-крепости Юрьевца-Повольского в XIII веке на Георгиевской горе. Историко-художественный музей Юрьевца

## Ордынское нашествие и вхождение в состав Московского государства

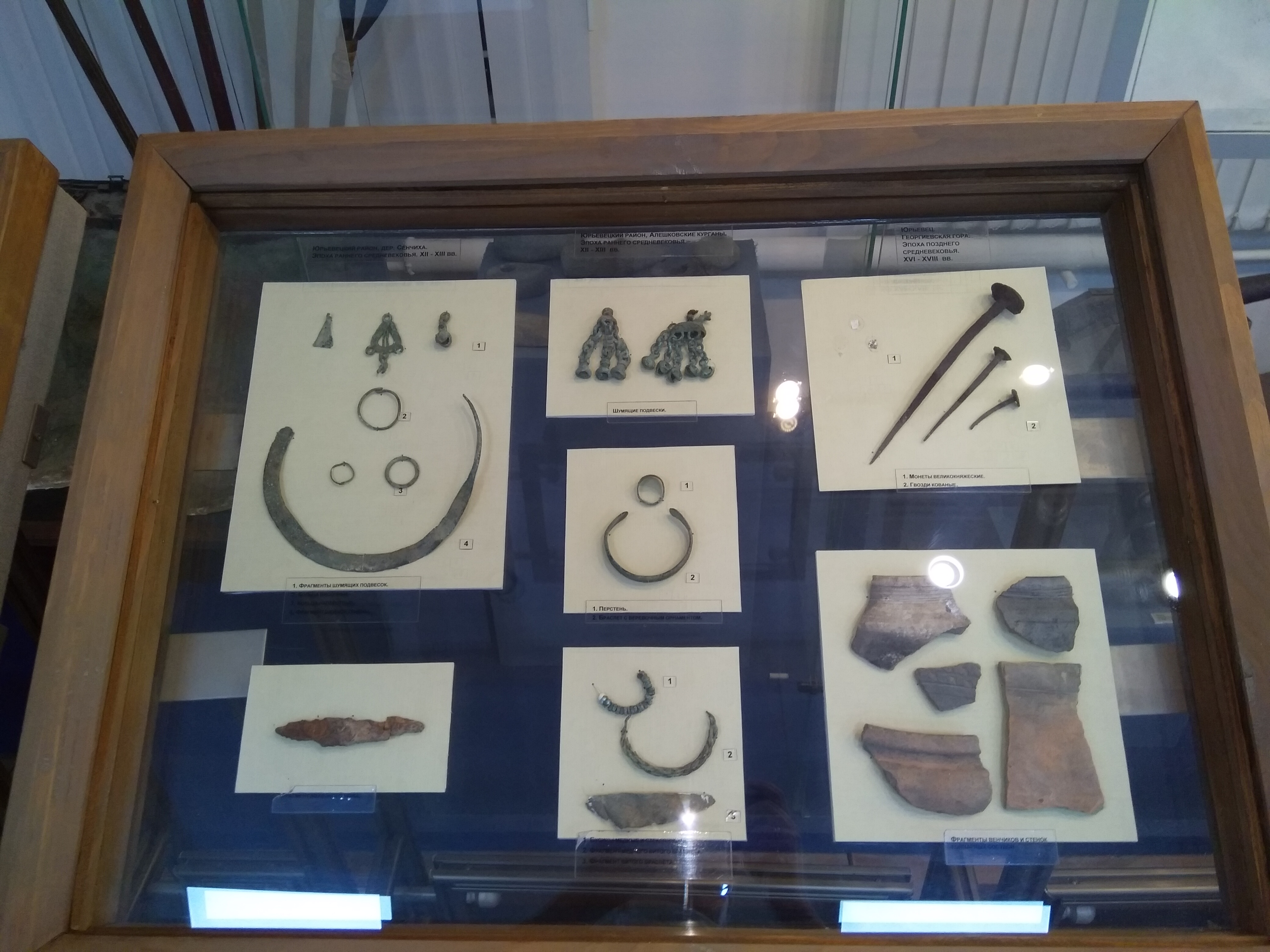
Археологические находки эпох Средневековья и Нового времени в Юрьевце и Юрьевецком районе. Историко-художественный музей Юрьевца. Вертикальные ряды:
деревня Сенчиха, XII—XIII века,
Алешковские курганы, XII—XIII века,
Юрьевец, Георгиевская гора, XVI—XVIII века

Край подвергся разорению в ходе монгольского нашествия в начале 1238 года. Большинство городов и деревень было уничтожено. Тем не менее, о приближающемся нашествии знали и бо́льшая часть населения сумела спастись. В Повести о разорении Рязани Батыем упоминаются Плёс и Юрьевец:
Окаянный же Батый ещё воздвижеся воевати, и взяша 14 градов, и поидоша татарове к Юрьеву, и к Ростову, а инии идоша к Переславлю, и к Кашину, а инии к Ярославлю, и к Углечу, а инии на Волгу, на Кострому, и на Плесо, и на Юрьевець, и на Городец. И вся грады плениша по Волзе и до Галича.
Согласно историку К. Е. Балдину, города Шуя, Лух и Кинешма возникли в период монголо-татарского ига.
В XIV веке суздальско-нижегородские князья построили крепость Порздно. В конце XIV века возникли первые монастыри (Макариев-Решемский монастырь, основанный Макарием Унженским, Святоезерский и Лазаревский монастыри).

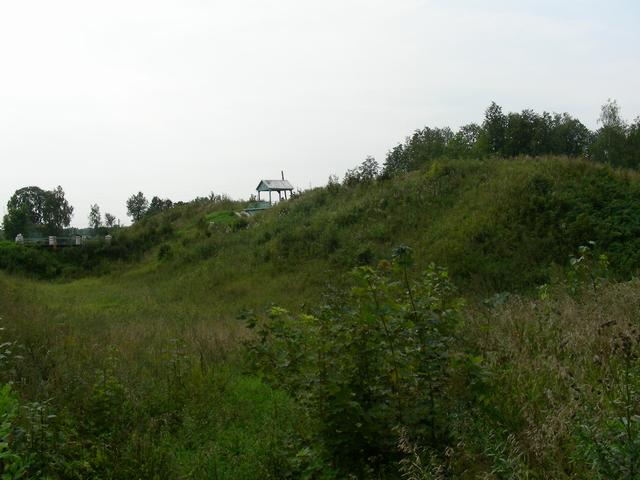
Земляные валы XIV века в Лухе

На территории области находились земли, принадлежавшие князьям Шуйским, видным государственным деятелям XV—XVII веков, чей род получил название от города Шуи. Первыми административно-территориальными образованиями на территории области стали Шуйское, Палецкое и Ряполовское княжества. Существовало влиятельное Лухское удельное княжество, долгое время принадлежавшее князьям Бельским. В XIV—XV века земли края постепенно входят в состав Московского государства: в 1364 году под власть Москвы перешли Стародубское (Савинский и Южский районы) и Костромское (Кинешемский, Фурмановский и Приволжский районы) княжества, в 1393—1435 года — Суздальско-Нижегородское княжество (Юрьевецкий, Пучежский, Верхнеландеховский, Пестяковский и Лухский районы), а в 1451 году — земли суздальского князя (Ивановский, Лежневский, Тейковский и Шуйский районы).
С конца XIV — начала XV веков известны крепость Солдога на Волге, крепость Шуи, являвшейся важным стратегическим пунктом на пути из Владимира к Волге, и Лухская крепость, охранявшая северо-восточную границу Московского государства. Край был частью окраинных территорий, известных как «Казанская украина». В 1410 году в Плёсе по указу Василия I на месте старой крепости заложена новая. Таким образом был создан Плёсский таможенно-оборонительный рубеж, позволивший московским князьям взять под контроль главный водный путь Руси — Волгу. Край в этот период постоянно страдал от вражеских вторжений. Черемисы нападали на Юрьевец. В 1429 году во время похода казанского царевича (сына хана) Махмуда были разорены Плёс и Лух. В 1445 году множество поселений пострадало от нашествия Мамутека. В 1440 году русские полки разбили казанское войско в битве под Плёсом.
Костромской краевед князь А. Д. Козловский в своём историческом труде (1840) упоминает Кинешму и Солдогу в числе городов, разграбленных казанскими татарами в 1429 году, ссылаясь при этом на «Древний русский летописец» М. Ломоносова и «Царственный летописец». Эта дата в качестве первого летописного упоминания Кинешмы встречается в последующих источниках. Однако в приведённых Козловским памятниках упоминания Кинешмы и Солдоги отсутствуют. В том же сочинении Козловский сообщает, что в двух верстах от села Борщёвки Нерехтского уезда в двух местах расположены старинные могилы; эти места крестьяне называли Могильцами и отказывались их расчистить и засеять, полагая, что здесь похоронены татары, проходившие из Кинешмы в Плёсо (Плёс). Первое упоминание о волости Кинешма относится к 1504 году, когда волость была названа в духовной грамоте великого князя Ивана III Васильевича в числе владений (в том числе город Лух), которые он пожаловал князю Фёдору Ивановичу Бельскому в вотчину. Бельский владел этими землями, предположительно, с начала 1494 года. Согласно духовной грамоте,
А что есми пожаловал князя Феодора Ивановича Белского, дал есми ему в вотчину город Лух, с волостьми, да волости Вичюгу, да Кинешму, да Чихачев, и князь Феодор и его дети служат сыну моему Василью, а ту свою вотчину держат по тому, как было при мне.
К XV веку относятся первые упоминания о Николо-Шартомском монастыре во Введеньё и о Знаменском монастыре в Лежневе. В 1498 году монах Тихон Луховской близ Луха основал монастырь, названный Николаевским в честь Николая Чудотворца. Сейчас он известен как Николо-Тихонов монастырь. Монастырские постройки этого периода были деревянные. Содержались они обычно на средства князей, их монахи сыграли важную роль в окончательном установлении христианства в этих землях.
В XV веке экономика края, оправившаяся от ордынского нашествия, была на подъёме. Развивалось ткачество. В Плёсе продолжало развиваться ювелирное производство. Даже в значительном удалении от рек наблюдалась высокая плотность поселений, что свидетельствовало о широком развитии сельского хозяйства. Считается, что в XV веке уже существовало Иваново, однако первое известное письменное упоминание о нём относится к 1608 году.
В XVI веке крепость Солдога уже устарела, на смену ей была построена крепость в Кинешме, находящейся неподалёку. Вражеские набеги участились в середине XVI века, но после взятия Казани сошли на нет. Внутренними врагами великокняжеской власти были волжские и лесные разбойники, притесняемые крестьяне. Беспорядки усилились, когда экономика края была подорвана опричниной.

## Смутное время

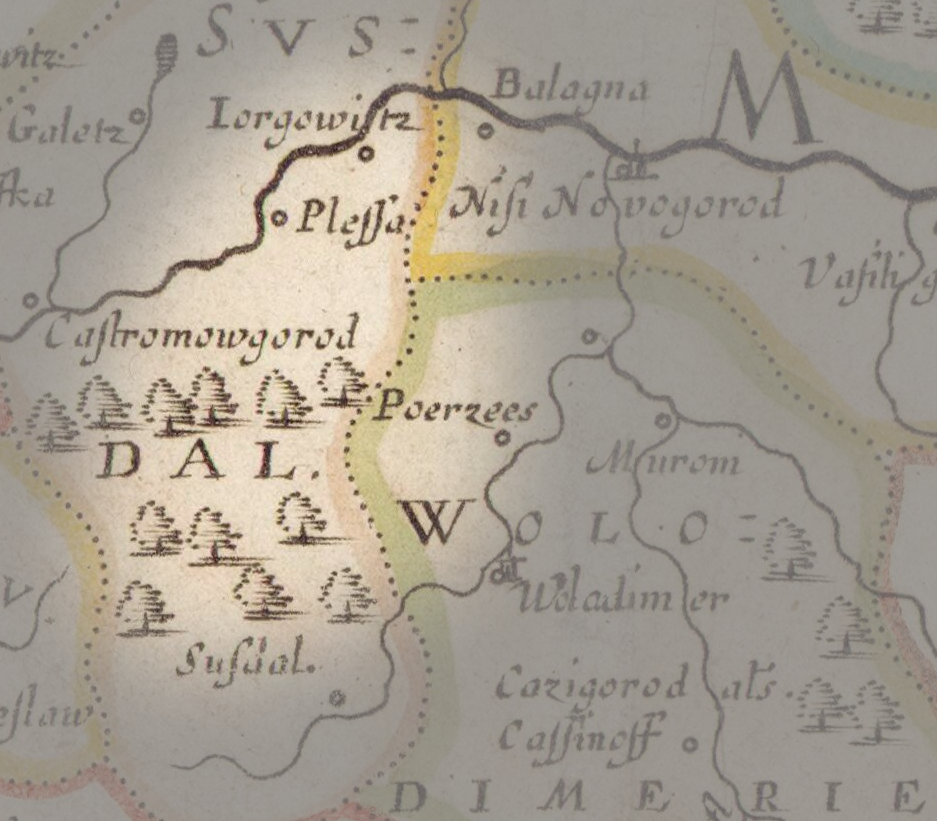
Фрагмент карты XVII в. Отмечены Plessa (Плёс) и Iorgowitz (Юрьевец) Суздальского уезда

30 июля (9 августа) Лжедмитрий I был коронован царём России. Обычно его отождествляют с монахом Григорием Отрепьевым, который некоторое время странствовал по русским монастырям. Согласно «Новому летописцу», Отрепьев 12 недель пробыл в Спасо-Кукоцком монастыре в селе Сербилово. Предполагается, что это было в 1602 году.
В результате восстания Лжедмитрий I был свергнут и царём стал представитель рода Шуйских — Василий IV Иоаннович. Ивановский край подвергся нападению польских интервентов и тушинцев, в том числе казаков. Они грабили местное население, убивали, насиловали женщин. Это привело к вспыхнувшему в декабре восстанию местных жителей. В Юрьевце его возглавил дворянин Фёдор Красный, в Решме – крестьянин Григорий Лапша, в Холуе – торговец Илья Деньгин. Поднялись Кинешма, Плёс, Мыт и другие поселения. Важную роль в освободительном движении сыграл воевода Ф. В. Боборыкин, посланный из Москвы в Ивановский край с целью объединить патриотические силы. Восставшие освободили Лух, 11 февраля 1609 года разгромили возле села Дунилово силы тушинцев, которыми командовал Фёдора Плещеева, и освободили Шую. Плещеев бежал в Суздаль, откуда послал Лжедмитрию II и Яну Сапеге просьбу направить на Верхнюю Волгу дополнительные войска. Самозванец отправил сюда одного из лучших польских военачальников — Александра Лисовского, после чего захватчики сумели восстановить свои позиции. В феврале отряды Мартына Собельского и Чижевского (или Жичевского) сожгли Плёсскую крепость, в марте — Холуй. Одной из важнейших точек сопротивления оставалась Кинешма. Отряд Лисовского вместе с дворянами и казаками под руководством Плещеева подошёл к ней к концу мая. Кинешму обороняло войско Боборыкина, состоявшее из двух-трёх сотен слабо подготовленных посадских людей, в то время как у Лисовского было несколько тысяч профессиональных воинов. Первое сражение произошло 26 мая на подступах к городу. Кинешемцы потерпели поражение, не дождавшись подкрепления из соседних поселений. 

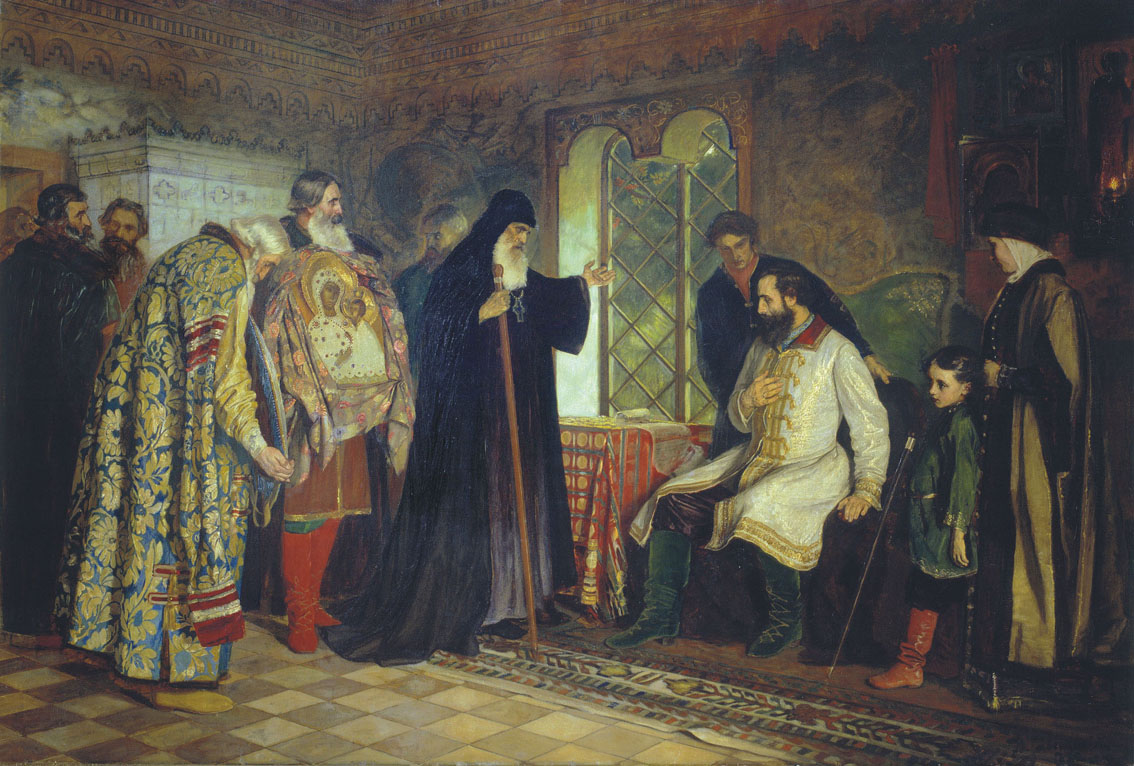
В. Е. Савинский. Нижегородские послы у князя Дмитрия Пожарского. 1882 г.

Ранее считалось, что в этом бою погиб Боборыкин, но опубликованные в 2012 году документы свидетельствуют, что воевода выжил. Ещё один неудачный для защитников бой произошёл на берегу Кинешемки. Остатки кинешемцев укрылись в кремле. 27 мая войско Лисовского штурмовало её, ворвалось внутрь и перебило защитников города. Город разграбили и сожгли. Лисовский стоял на пепелище Кинешмы 10 дней, после чего решил двинуться на восток. Жителям Юрьевца он направил ультиматум с требованием присягнуть Лжедмитрию II. Юрьевчане отказались и вместе с артиллерией, материальными ценностями и продовольствием переправились на противоположную сторону Волги. 28 июня состоялась битва при острове Мамшин близ Юрьевца с участием русских патриотических отрядов Соловцова, Износкова, Остренева и Наумова. Им удалось нанести захватчикам существенный урон и остановить их продвижение вниз по Волге. Ко второй половине 1609 году разбои почти полностью прекратились, так как тушинский лагерь распался, однако после этого ещё в течение десяти лет власти продолжали отлавливать по лесам отдельные мелкие польские отряды.
Первую серьёзную попытку освободить страну предпринял М. В. Скопин-Шуйский, который как считается, провёл юношеские годы в своей родовой вотчине — в Кохме и окрестностях.
Освобождение России связано с нижегородским земским старостой Кузьмой Мининым и князем Дмитрием Пожарским. Во владении князя находился ряд поселений на Ивановской земле. Точно неизвестно в каком из них он лечился от ран, полученных в боях с полякам, и куда приезжал Минин с делегацией нижегородцев, чтобы просить князя возглавить второе ополчение, но большинство историков склоняется к версии, что это было в Мугреево-Никольском или в соседнем Мугреево-Дмитриевском. Пожарский согласился и вскоре выехал в Нижний Новгород. В феврале 1612 года ополчение выдвинулось в Москву. Путь пролегал вверх по Волге. Одну из остановок войско сделало в Юрьевце, где к нему присоединился отряд юртовских татар, живших недалеко от города. В Решме Пожарский получил известие о проходившей под Москвой присяге «псковскому вору» и грамоту от Трубецкого и Заруцкого, раскаивавшихся и просивших ополченцев идти быстрее на Москву. Долгой была остановка в Кинешме, там к войску также присоединились дополнительные силы. Ещё одну остановку Минин и Пожарский совершили в Плёсе и затем отправились в Кострому и Ярославль. Жители прибрежных городов пополняли казну ополчения.

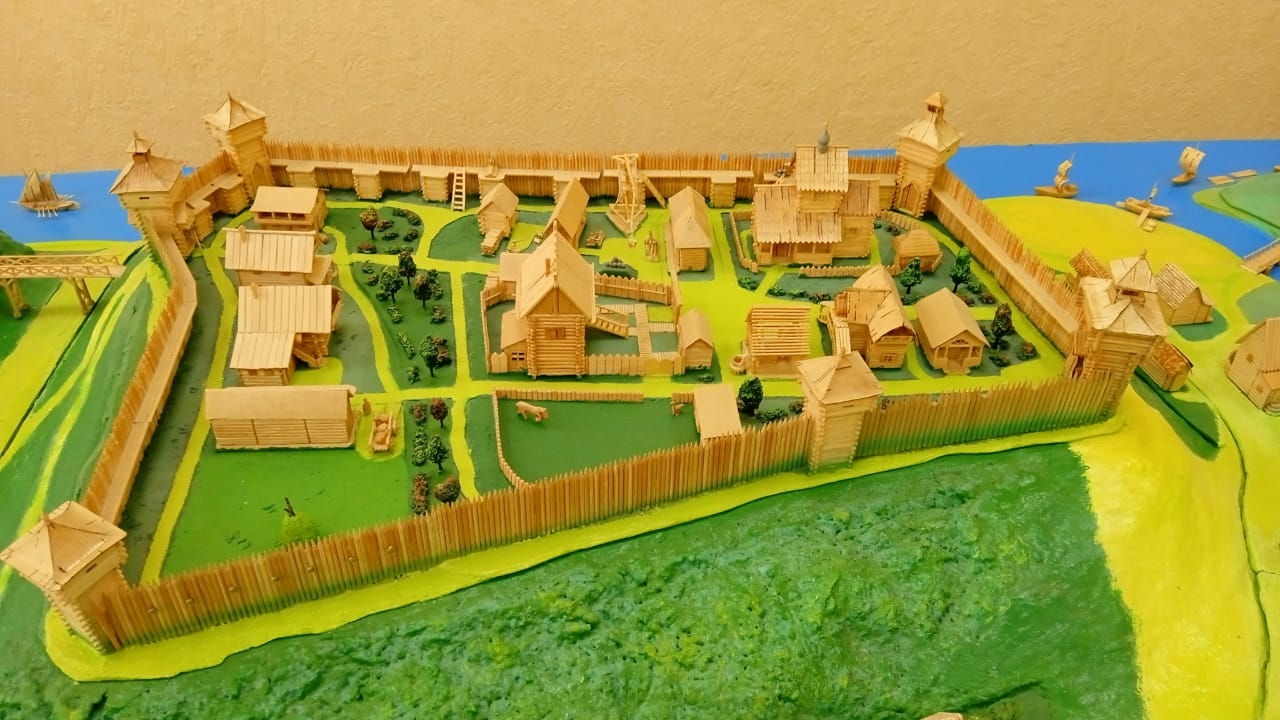
Кинешма XVII века, модель, Кинешемский краеведческий музей

## Зарождение промышленности

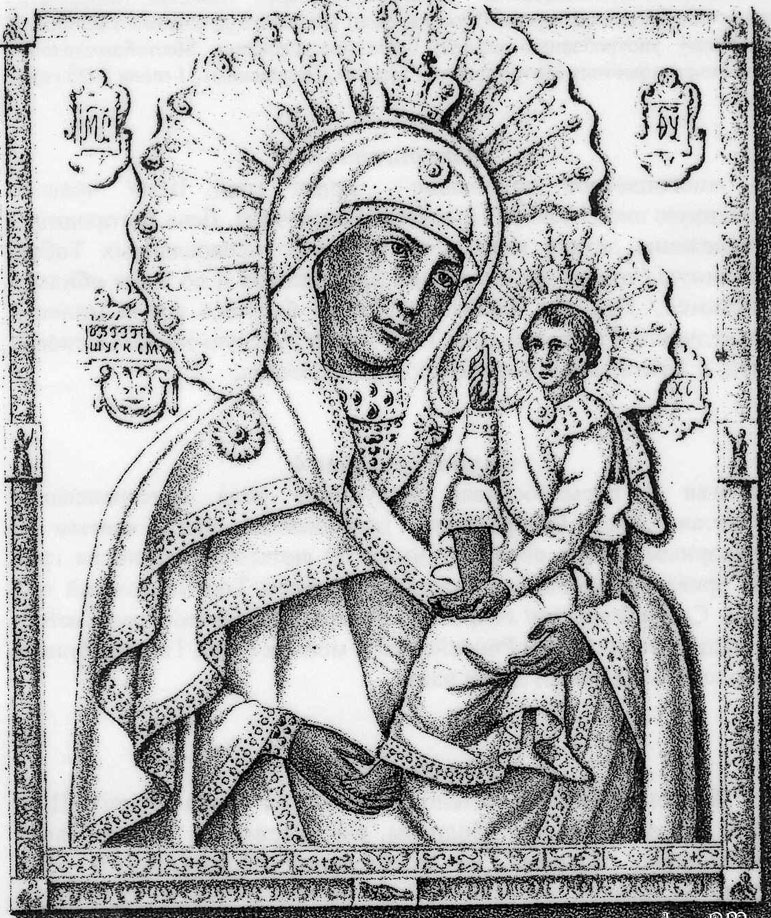
Шуйско-Смоленская икона Божией Матери

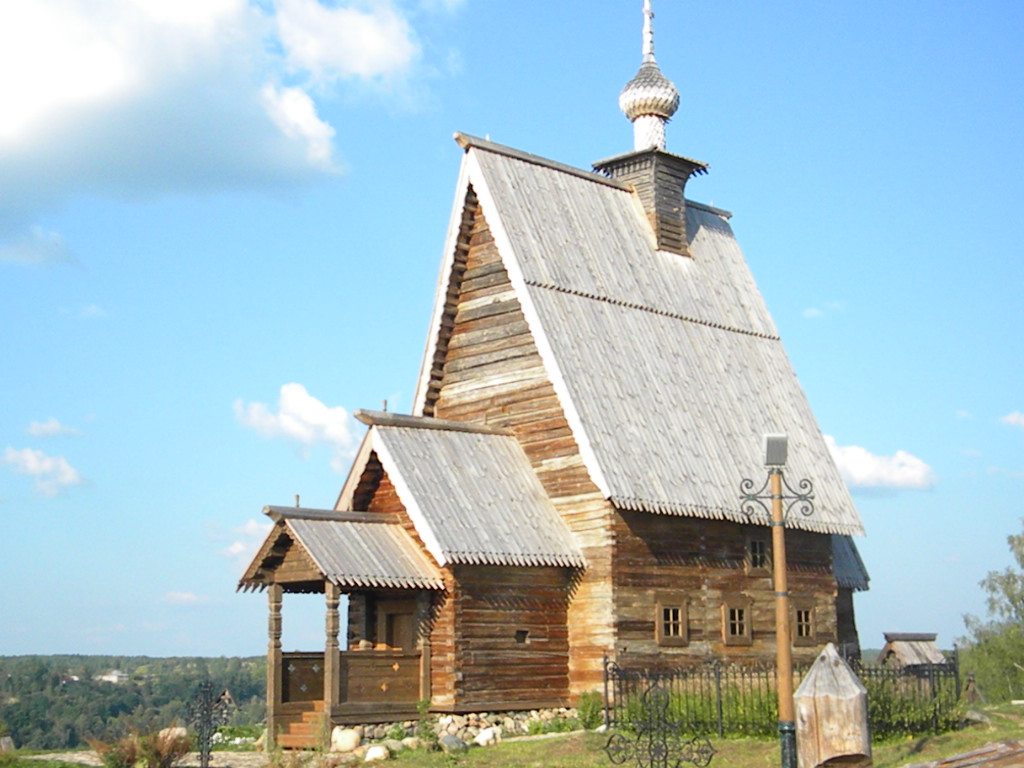
Церковь Воскресения из села Билюкова (1699), перевезённая в Плёс, — старейшая деревянная постройка области

От последствий Смуты регион оправился к середине XVII века. Прекратились набеги черемисов на Юрьевец и его каменная крепость осталась недостроенной.
Торгово-промысловый характер региона определили его естественно-географические причины: суровый климат и бедность почв делали земледелие рискованным, но имелись удобные речные пути и дешёвое техническое сырьё (пенька, лён, шерсть, кожа и др.). В XVII веке, когда хлеб стали поставлять южные и восточные регионы страны, невыгодность хлебопашества стала ощущаться ещё острее. Крестьяне стали бросать пашни ради ремесленничества и торговли. Бурный рост промышленности переживали города и крупные сёла. Плёс, Кинешма и Юрьевец стали всероссийскими центрами производства льняных тканей, за ними последовали Иваново, Кохма, Шуя и другие поселения. В Шуе также значительного развития достигло овцеводство, выделка шкур и кожи, мыловарение. Холуй стал центром добычи соли. Главными речными путями, помимо Волги, были Нерль, Уводь, Теза, Лух. Важное значение имел плёсский порт. Через Гавриловскую слободу (будущий Гаврилов Посад), Лежнево, Шую и Лух проходил Стромынский торговый тракт.
В начале XVII века распространяется почитание умершего в 1584 году юродивого Симона Юрьевецкого, с которым связан ряд чудес и пророчеств. В начале XVII века жили ещё одни святые Ивановского края: монах-иконописец Николо-Шартомского монастыря Иоаким и юродивый Киприан Увотский, живший отшельником недалеко от села Воскресенское. В этот период основаны несколько монастырей, в том числе Кривоезерский монастырь и Золотниковская пустынь. К 1626 году относится первое упоминание о Покровском монастыре возле Иванова, основанный, по преданию, в 1579 году. Эпидемия чумы в 1654 году поразила и Ивановский край. Избавление Шуи от этого бедствия связывают с написанием чудотворной иконы, которая позднее получила название Шуйско-Смоленской.
В XVIII веке и ранее на территории региона были широко распространены деревянные церкви клетского типа с высокими клинчатыми кровлями. Но самые ранние дошедшие до нас памятники зодчества представляют собой каменные храмы середины и конца XVII века. Прежде всего они связаны с монастырским строительством, так как крупных городов в этот период здесь ещё не было. Часть из этих храмов связана с владимиро-суздальской архитектурной традицией, часть — с зодчеством северных земель. Лишь к концу века начинает ощущаться влияние московской школы. Тогда же сложился самый распространённый на территории области тип храмов — двусветный бесстолпный  четверик, увенчанный одной или пятью главами. Местные жители оставались приверженцами традиционного уклада. После реформы Никона край стал одним из оплотов старообрядчества. Старообрядцы сыграли заметную роль в развитии местной промышленности.
В XVIII веке русская промышленность начала переход к мануфактуре. Одна из первых текстильных мануфактур создана в Кохме в 1720 году голландцем И. Тамесом. Хотя это предприятие просуществовало недолго, оно успело сыграть свою роль в распространении знаний о мануфактурном деле. В 1742 году первую льноткацкую мануфактуру соседнего села Иваново открыл крестьянин Григорий Бутримов, вскоре появились предприятия у других ивановских крестьян: Грачёва, Ямановского, Гарелина. В 1750-х годах открылись первые мануфактуры в Шуе и Кинешме. Если в Иванове предприятия принадлежали крестьянам, то в других промышленных центрах — Шуе, Кинешме, Тейкове, Плёсе — купцам. Местные мануфактуры занимали важное место в снабжении армии и флота тканями.
В 1770-х годах территория современной Ивановской области была почти пополам разделена между Костромской и Владимирской губерниями, небольшая территория на западе относилась к Ярославской губернии. Большинство имений в крае принадлежало мелким и средним землевладельцам, но были и владения известных всей России людей, например, графов Шереметевых, генералов Кречетниковых, родственников А. В. Суворова и Н. Н. Гончаровой.
По свидетельству фабриканта Я. П. Гарелина, ещё в XVIII веке вокруг Иванова были могучие леса, в которых стояли сосны более чем в обхват. При этом вокруг было много болот, отчего некоторые дороги просыхали лишь в засушливое время, а народ часто болел лихорадкой.

## Формирование Иваново-Вознесенского промышленного района

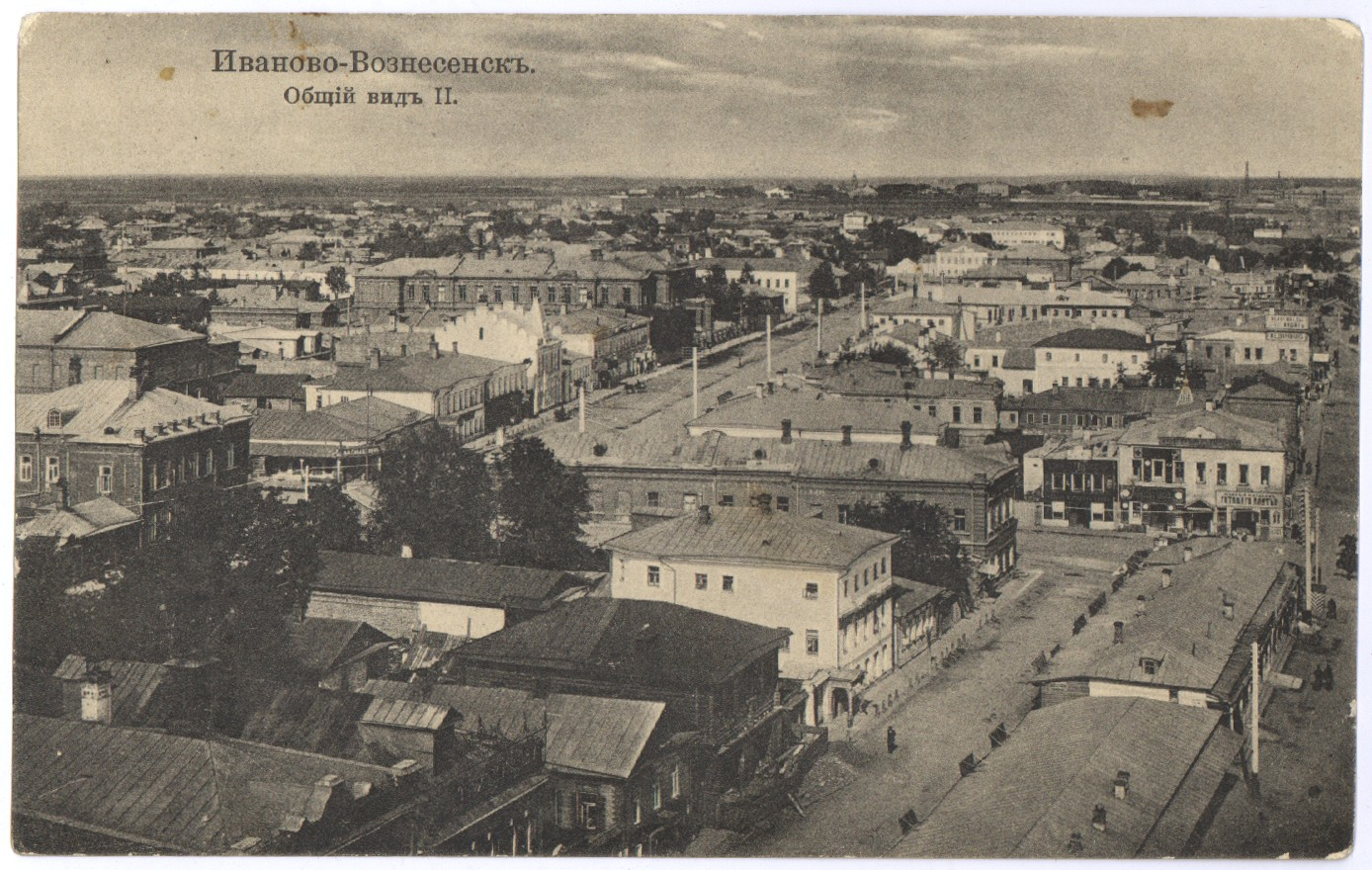
Иваново-Вознесенск, 1910

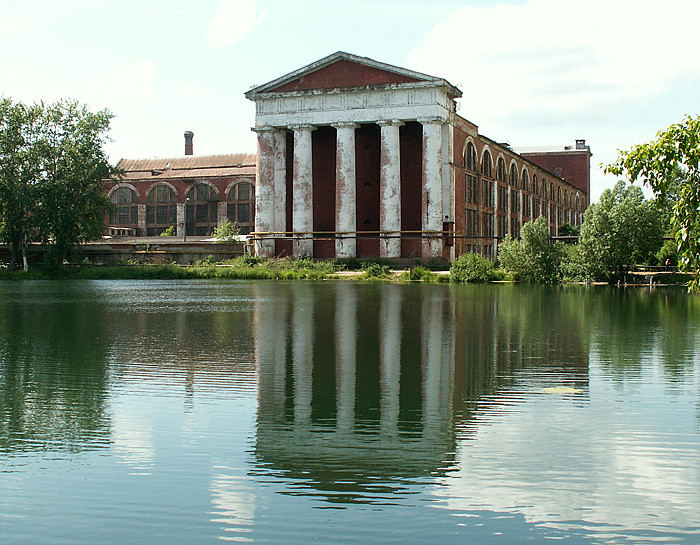
Бетонный корпус фабрики имени Ногина в Вичуге

Ивановский край издавна являлся одним из центров ткачества и переработки льна в России. В первой трети XIX века за Ивановом и окружающими его селами и деревнями, за уездными городами Шуей и Кинешмой закрепилась репутация текстильного края. Край производил большую часть хлопчатобумажной продукции России, его сравнивали с Англией, в то время славившейся своим текстилем. На крупнейших ярмарках заводится «особенный ряд», названный ивановским. К концу XIX века, как результат бурного развития промышленности после освобождения крестьян в 1861 году, в России сложился целый ряд крупных экономических районов. Одним из них был Иваново-Вознесенский промышленный район, охватывающий северные индустриальные уезды Владимирской губернии и южные индустриальные уезды Костромской губернии.
В 1871 году село Иваново и посад Вознесенский получили статус безуездного города под названием Иваново-Вознесенск. В момент образования в нём насчитывалось 48 фабрик и заводов, на которых работало свыше 10 тысяч рабочих. В 1871 году в общем количестве предприятий, расположенных в Ивановском районе, текстильные составляли 18 процентов, но они концентрировали более 80 процентов рабочих и давали почти 90 процентов промышленной продукции. Значительная часть остальных предприятий была тесно связана с основной, текстильной отраслью: они производили оборудование, красители и другую продукцию, необходимую для производства тканей. За период 1867—1913 годов в текстильной промышленности края произошло сокращение числа предприятий с 357 до 243. Одновременно количество занятых на них рабочих возросло с 62 тысяч до 260 тысяч, или более чем в 4 раза. Росту крупной промышленности способствовало широкое применение паровых машин. Первые паровые двигатели появились в Иванове в 1832 году, в Шуе — в 1846 году.
Процесс концентрации промышленности и применение паровых двигателей способствовали образованию и укрупнению промышленных центров. К 1879 году такими центрами в Ивановском крае были города Иваново-Вознесенск (49 предприятий), Шуя (38), Кинешма (4), села Тейково (4), Кохма (9), Яковлевское (5), Родники (4) и ряд других, предприятия которых были тесно связаны с текстильными фабриками Иваново-Вознесенска. Развитию текстильной промышленности способствовали также благоприятные транспортные условия. Реки Волга, Ока и Кама связывали край с хлебородным юго-востоком, горнорудным Уралом, центром России, Балтийским и Каспийским морями. В 1860-х годах была построена железная дорога, которая дала Иваново-Вознесенску транспортный выход на Нижний Новгород, Москву, Кинешму. Промышленность края получила еще более широкие возможности для получения сырья и вывоза продукции на рынки сбыта.
Иваново-Вознесенск быстро рос. Уже к 1900 году в нем было 59 промышленных предприятий, а число рабочих достигло 27 тысяч человек. Развитие хлопчатобумажной, металлообрабатывающей, химической, машиностроительной промышленности сделало Иваново-Вознесенск производственным центром крупного текстильного района.

## Революционное движение

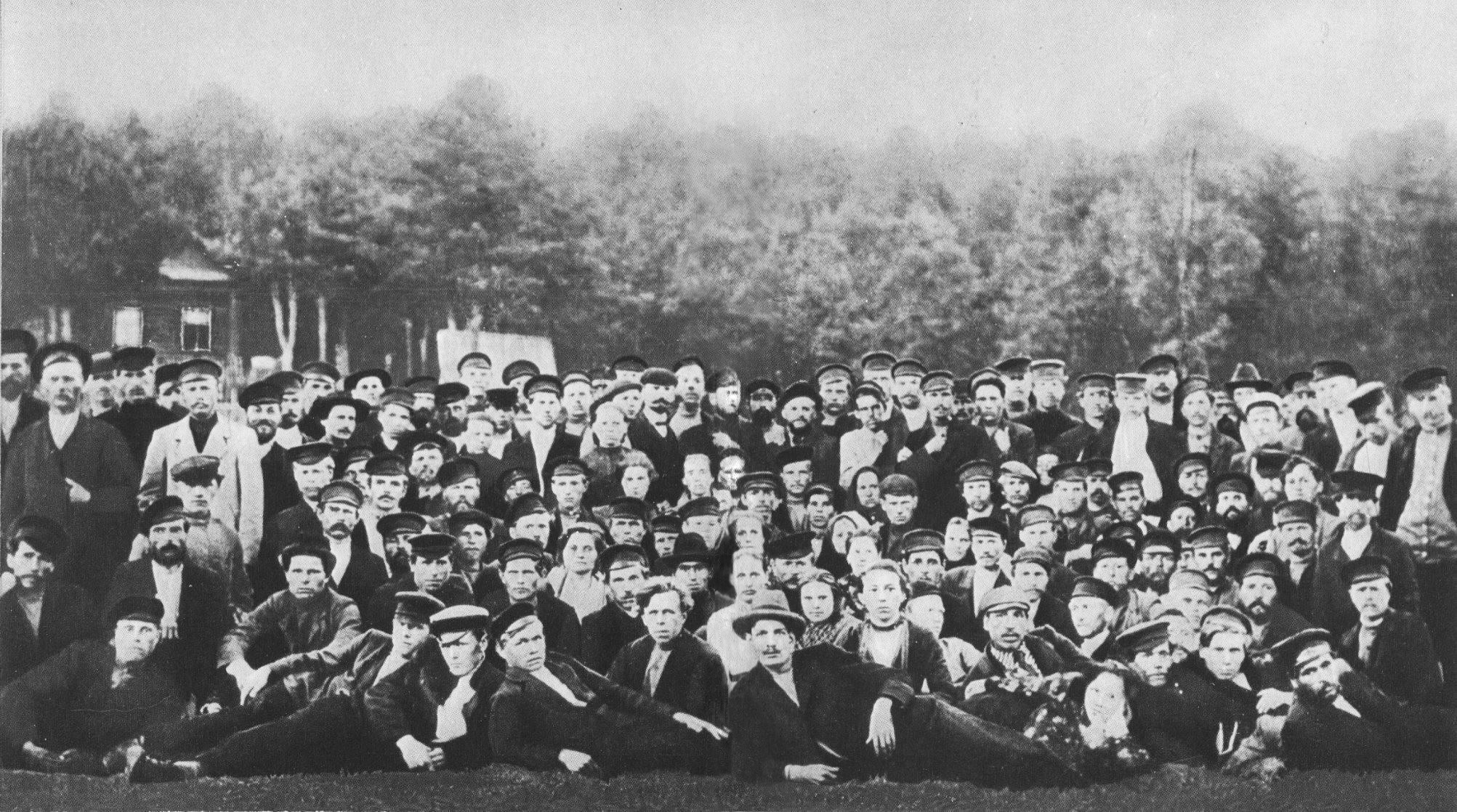
Иваново-Вознесенский Совет, первый в России общегородской совет. Фотография 1905 года.

В 1870-х годах в крае начинается стачечное движение. Наиболее известны иваново-вознесенские стачки, во время Первой Русской революции там был создан первый в России общегородской совет. Наибольшее влияние в революционном движении имели большевики.

## Создание области и советский период

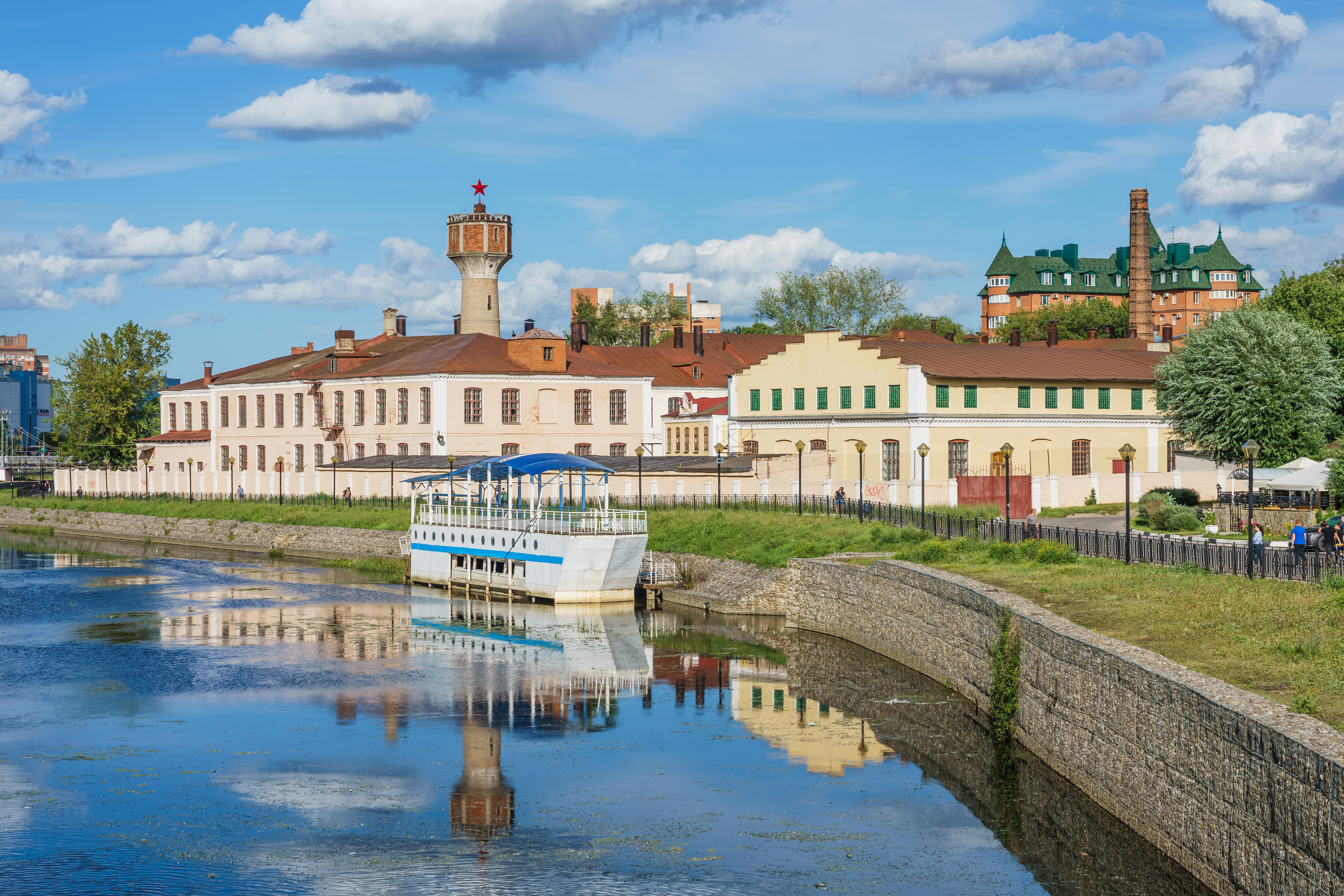
Фабрика бумажно-технических изделий (бывшая Фокинская мануфактура), Иваново

После Октябрьской социалистической революции 20 июня 1918 года постановлением коллегии при народном комиссаре по внутренним делам была утверждена Иваново-Вознесенская губерния с центром в городе Иваново-Вознесенске в составе территорий, определённых III съездом Советов Иваново-Кинешемского района. Некоторое время после своего появления новая губерния называлась Ивановской, но вскоре название сменили на Иваново-Вознесенскую.
В состав вновь образованной губернии перечислялись:
- от Костромской губернии — Кинешемский и Юрьевецкий уезды полностью и двадцать волостей Нерехтского уезда;
- от Владимирской губернии — Шуйский уезд полностью, девять волостей Суздальского и семь волостей Ковровского уездов.

Этим актом был административно объединён экономически однородный район с промышленно развитым центром — городом Иваново-Вознесенском. Создание новой губернии дало толчок развитию края.
Опираясь на приобретённый губернский статус, ивановцы с конца 1918 года стали постепенно запускать остановившиеся фабрики и заводы, налаживать продовольственное снабжение голодающего населения. Образование самостоятельной губернии позволило в 1920—1924 годах полностью восстановить экономический потенциал края.

В 1918—1920 годах в Иваново-Вознесенске были открыты политехнический институт и институт народного образования (позднее — Ивановский государственный университет), краеведческий музей, публичная библиотека, Дом работников просвещения, социально-экономический техникум, ряд общеобразовательных школ, учреждений здравоохранения. Потенциал Иваново-Вознесенской губернии был использован для проведения индустриализации страны в конце 1920-х и в 1930-е годы.
В 1922 году в Шуе произошло столкновение верующих с силами властей, в результате чего несколько человек погибли. Данные события, известные как шуйское дело, привлекли к себе внимание руководства страны.

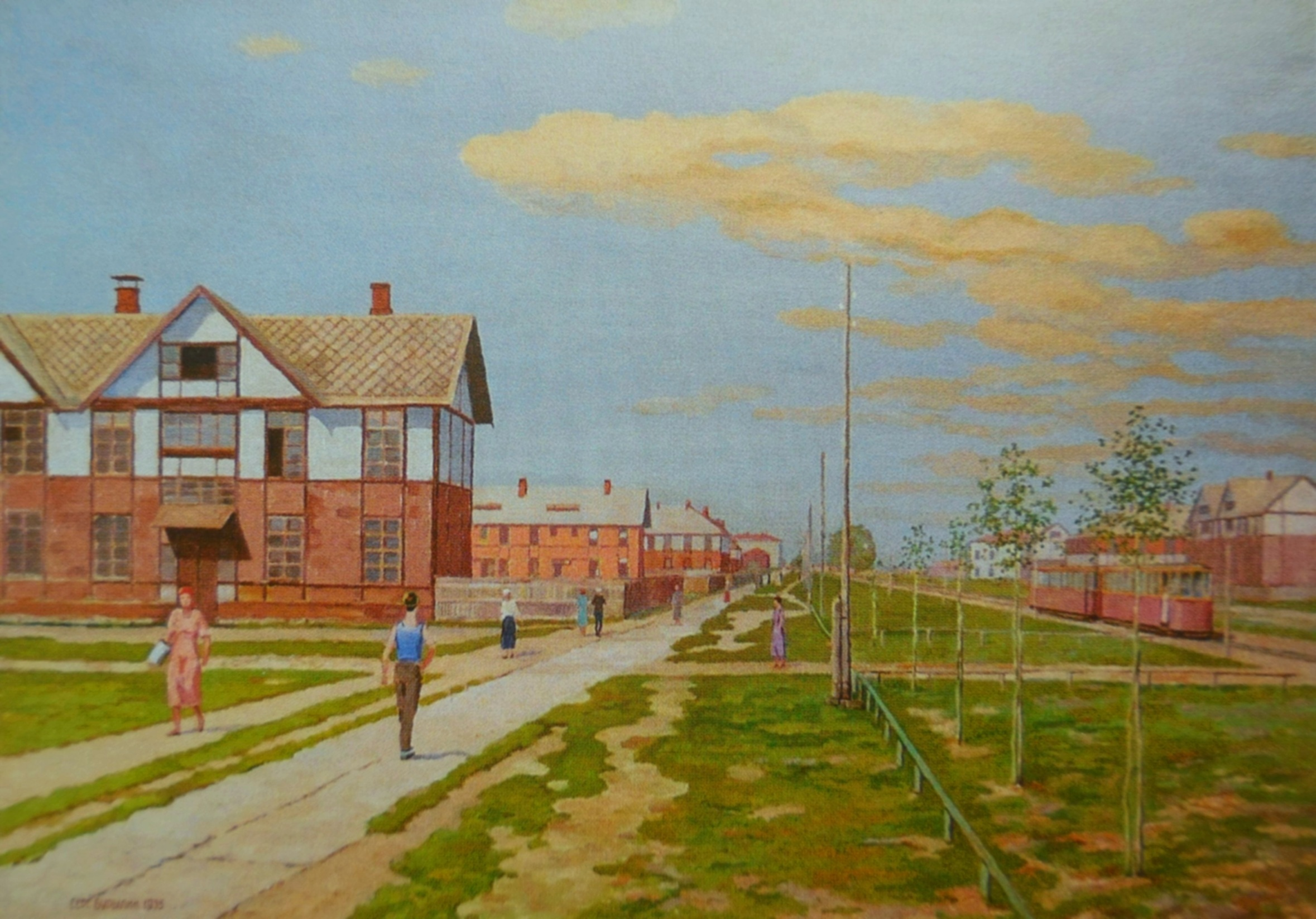
Первый Рабочий посёлок в 1935 году. Художник С. П. Бурылин

В 1924—1928 годах в соответствии с концепцией города-сада был построен жилой район Иваново-Вознесенска — Первый Рабочий посёлок. Дома имеют фахверковую конструкцию. Представляет собой ценный памятник градостроительного искусства 1920-х годов, один из первых примеров массового индустриального строительства в СССР. В 1925—1926 годах был построен другой жилой район города — Второй Рабочий посёлок. Позднее по заказу РЖСКТ «Второй Рабочий посёлок» были построены конструктивистские многосекционные «Дом-корабль» и 185-квартирный дом.

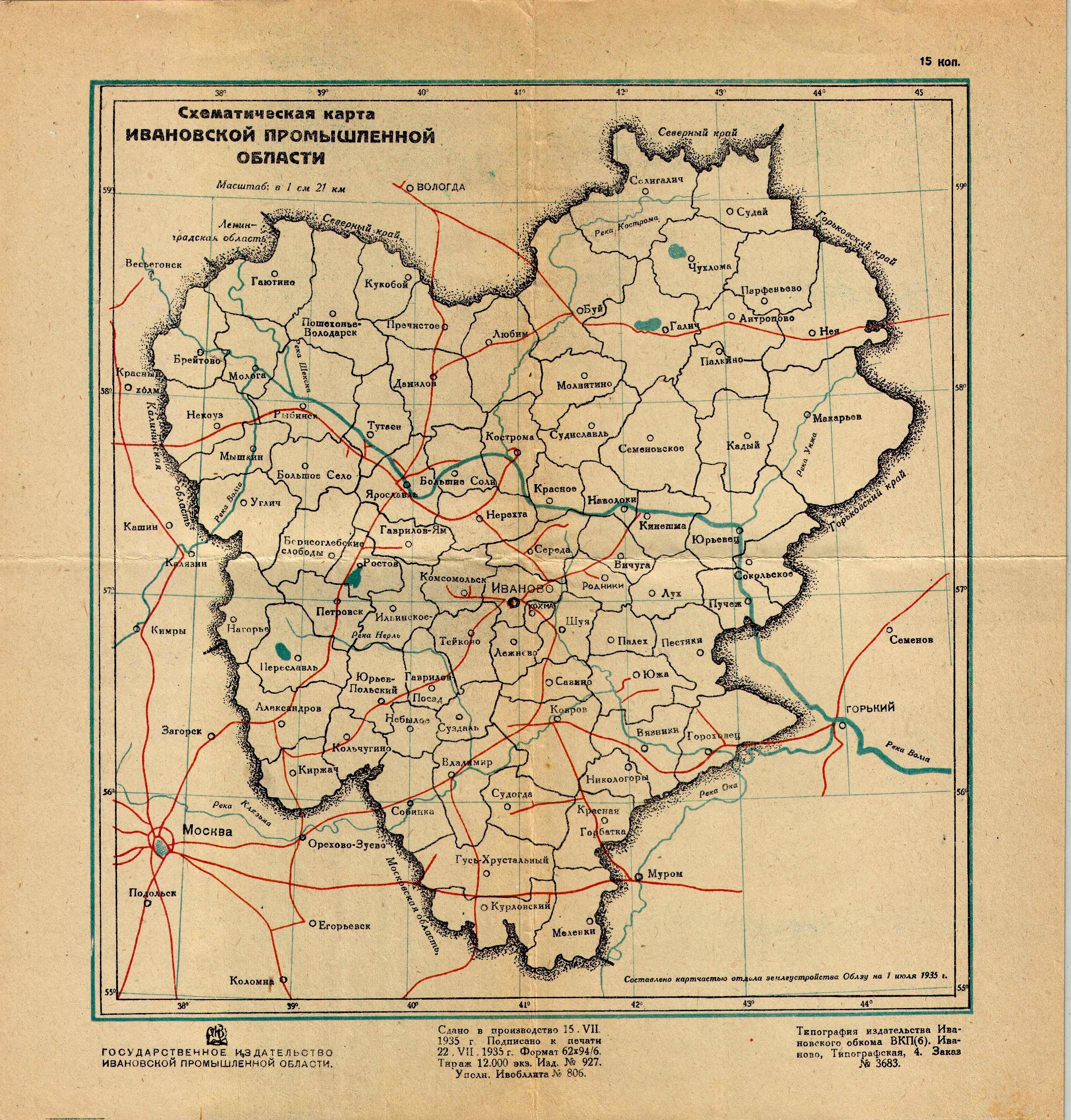
Карта Ивановской Промышленной области, 1935

В январе 1929 года после ликвидации губерний Иваново-Вознесенск стал центром новой Ивановской Промышленной области (ИПО), объединившей территории бывших Иваново-Вознесенской, Владимирской, Костромской и Ярославской губерний. 11 марта 1936 года из состава Ивановской Промышленной области была выделена Ярославская область, а оставшаяся часть переименована в Ивановскую область. 14 августа 1944 года из состава Ивановской области были выделены Костромская и Владимирская области.
В 1932 году в городе Вичуге произошли забастовка и бунт рабочих, недовольных резким снижением карточных норм на хлеб. Забастовщики, захватив здание городского комитета ВКП(б), ОГПУ и почту, объявили о свержении советской власти. На подавление мятежа были брошены войска, в ходе боёв были убиты несколько сотен рабочих.
Ивановская область оставалась типичным индустриальным образованием. В 1950—1960 годах развивалось машиностроение и другие отрасли. В конце 1950-х — начале 1960-х годов Иваново являлось центром Верхневолжского совнархоза — крупного регионального экономического объединения на северо-востоке Европейской части России.
В 1971 году в целях глубинного зондирования земной коры по заказу Министерства геологии СССР (поиск новых нефтяных месторождений) на берегу реки Шачи в 4 км от деревни Галкино Кинешемского района был произведён мирный подземный ядерный взрыв «Глобус-1». В конце августа 1971 года были пробурены две шахты 610 м глубиной, на дно одной из них был заложен ядерный заряд мощностью 2,3 килотонны. Взрыв был произведён 19 сентября 1971 года. На 18-й минуте после взрыва в метре от скважины с зарядом произошёл газо-водяной выброс, сопровождавшийся выносом радиоактивных пород на поверхность. Ядерный взрыв был признан аварийным. В настоящее время проводятся работы по реабилитации объекта.
Современные границы Ивановская область приобрела в 1994 году после передачи Сокольского района в состав Нижегородской области.

## Постсоветский период
Современные границы Ивановская область приобрела в 1994 году после передачи Сокольского района в состав Нижегородской области. После распада СССР Ивановская область стала одним из самых бедных и депрессивных регионов страны.